# Gregorios av Narek
Gregorios av Narek (armeniska: Գրիգոր Նարեկացի Grigor Narekatsi), född 951 i Rshtunik, Bagratidkungariket Armenien, död 1003 i klostret Narekavank, var en armenisk munk, poet, mystiker, filosof och teolog, som betraktas som helgon inom Armeniska apostoliska kyrkan och Katolska kyrkan. Den 12 april 2015 utsåg påve Franciskus honom till kyrkolärare.
Gregorios av Narek var son till ärkebiskop Khosrov. Sedan modern avlidit i hans barndom, hamnade han i sin kusin Aninas vård. Anina grundade klostret Narekavank, som fungerade som skola. Gregorios prästvigdes när han var 25 år, och var sedan större delen av sitt liv bosatt i kusinens kloster.
Gregorios menas vara Armeniens första mer betydande poet. Han har författat flera mystiska tolkningar av Höga visan och egen poesi. Hans bönebok, som kallas "Bok med lamentationer" eller "Klagovisornas bok", vilket är en lång, mystisk dikt bestående av 95 sektioner, skrevs omkring år 977 och har översatts till flera språk. Boken är ett verk från hans mognare dagar och är fortfarande ett av de klassiska styckena från den armeniska litteraturen.
Gregorios bok om lamentationer är tonsatt av Alfred Schnittke.